# Pel-Ebstein-Fieber
Das Pel-Ebstein-Fieber ist ein bei Lymphomen auftretendes undulierendes (wellenförmig verlaufendes) Fieber. Es ist typisch für Morbus Hodgkin, tritt aber nicht sehr häufig dabei auf. Dabei wechseln sich in der Regel fieberhafte Phasen von 3 bis 10 Tagen mit fieberfreien Intervallen vergleichbarer Länge ab. Es manifestiert sich dabei im Rahmen der B-Symptomatik (eine Symptomen-Trias aus Fieber, Nachtschweiß und Gewichtsverlust von über 10 % innerhalb von 6 Monaten).
Es ist benannt nach dem niederländischen Arzt Pieter Klaases Pel (1852–1919) und dem deutschen Internisten Wilhelm Ebstein (1836–1912).